# 森信雄
森 信雄（もり のぶお、1952年2月10日 - ）は、将棋棋士。棋士番号126。2017年5月16日に引退。愛媛県伊予三島市（現・四国中央市）出身。南口繁一九段門下。愛媛県立三島高等学校卒業。

## 棋歴

### プロ入りまで
3兄弟の末っ子で、飲んだくれの父親は幼少時に蒸発。母は土方仕事で3人の子を女手一つで育てたが、極貧の生活であった。小柄でいじめの標的にされていた森だが、小学5年で将棋を覚えて急速に上達し、伊予三島市に一軒だけあった将棋道場に通い、愛媛県立三島高等学校を卒業する頃にはアマ二段になっていた。高校を卒業して兵庫県伊丹市の帝国化成の工場に勤め、余暇には、のちに師匠となる南口繁一・九段が開いていた「南口将棋教室」に通った。
1971年、同じ教室に奨励会を受験する者がおり、19歳の森はそれにつられて奨励会受験を思い立ち、南口に相談した。南口は、それなら師匠になってやるから受けてみろ、という素っ気ない態度で、勧めも止めもしなかったという。
当時の森はアマ二段から三段の棋力だったが、19歳での受験のため、年齢制限により3級で受験した。試験結果が振るわず、不合格と考えていた森に、4級での合格が通知された。当時は日本将棋連盟関西本部の奨励会員が少なく、記録係の確保に苦労しており、奨励会を受験する者はよほどのことがない限り合格とされていたという。
関西奨励会員となった森は工場勤めを辞め、将棋に理解のある大阪市内の呉服屋に住み込んだ。呉服屋には棋士志望の子供がおり、奨励会に通いながら店を手伝い、その子供に将棋を教えれば良い、という好条件であった。しかし、19歳で奨励会4級となったものの、もともと棋力が足りない森に、「21歳で初段にならないと退会」という奨励会の年齢制限が迫って来た。森は精神的に不安定になり、厚遇してくれていた呉服屋を飛び出して伊予三島市の実家に戻り、しばらくは実家から関西奨励会に通った。
その頃、関西本部の塾生の枠が空き、森は関西本部に塾生として住み込むことになった。塾生は朝8時から遅い時は夜が明けるまであらゆる雑用を命じられる過酷な仕事であったが、森にはそれが苦にならず、「一日中将棋漬け」の日々を送った。森はベテラン棋士たちにかわいがられ、終電を逃した強豪棋士が始発の時間まで稽古をつけてくれることもあった。後年、森は「あの塾生の期間がなかったら、絶対に棋士にはなれなかったです」と振り返っている。
森は初段に昇段できずに21歳になった。年齢制限で退会させられるはずだが、関西本部の誰も森に退会を命じなかった。その理由は2つあり、1つは、関西本部の有力棋士の息子が関西奨励会に在籍しており、年齢制限を超えても特例として退会を免れていたこと、もう1つは、関西本部の有力棋士たちが有能かつ勤勉な塾生である森を気に入っており「森をすぐに追い出さなくても良かろう」という雰囲気であったことであった。奨励会在籍をなし崩し的に続けることができた森は、21歳になってから約1年後の1974年に初段昇段を果たし、年齢制限の問題は自然消滅した。当時は、初段に上がったあとの年齢制限は「31歳までに四段昇段」であった。森は初段に上がったことでプレッシャーから解放され、1976年4月5日、24歳で四段昇段（プロ入り）を果たした。初段から四段まではわずか2年半であった。

### プロ入り後
1980年の新人王戦（第11回）では、島朗を破って優勝した。
2001年よりフリークラスに転出。2007年4月1日 に七段に昇段。
2017年3月31日、フリークラス規定により同年度の最終対局をもっての引退が確定。3月末時点で第30期竜王戦・6組昇級者決定戦のみに出場権を残していたが、5月16日の対局で大橋貴洸に敗れ、同日付で引退した。
2018年、長年の将棋界への貢献、地域への貢献から宝塚市特別賞を受賞した

## 棋風
- 振り飛車党。中でも振り飛車穴熊が一番好み[10]。引退が決まった最後の対局も四間飛車だった。終盤巧者であり、詰将棋も得意である[15]。詰め将棋は作家としても著名で、1985年に、自身初の詰将棋作品集『水平線』を刊行。
- 『将棋世界』誌で「あっという間の3手詰」というコーナーを担当しており、超短手数（主に5手以下）の問題集を多数出版している。将棋教室のカリキュラムにも必ず詰将棋を採り入れており、「こつこつ詰将棋を解くことが将棋上達につながる」というのが持論。実際に門下からは数多くの棋士を輩出している。特に3手詰については「必ず類問2問をセットにした形で1作品として発表する」のがポリシー[16]。
- 初めて自分で買った将棋の本が清野静男の著作「将棋入門」と答えている[17]。当時、清野は詰将棋創作の第一人者としても知られており、多数の詰将棋研究の書籍を著した棋士である。

## 人物
- プロ棋士となってからは「将棋とは関係のない、気持ちのよいところ」に住みたいという理由で奈良市に転居。ところが家から徒歩5分のところに奈良競輪場があり、競輪の開催があると打鐘の音がうるさく将棋の勉強どころではなかったという[16]。当時はかなりのヘビースモーカーで、1回の対局でタバコを4 - 5箱空けるのがざらだった[16]。
- 自身最初の弟子として育て上げたのが村山聖である。病身の村山とは通常の師弟関係を超えた親身な関わりを持った。村山は、四段昇段時に「森が師匠でなければ自分は四段にはなれなかった」と記している。『聖の青春』（大崎善生著）には、村山と森との師弟愛が描写されている。没後に村山の生地で顕彰するために行われている村山聖杯将棋怪童戦に、一門が協力として名を連ねている[18]。また森門下の竹内雄悟は同大会第2回・第3回の優勝者である[19]
- かつては結婚を諦め「一生独身で行く」と覚悟を固めていた時期もあったというが、自身が開いている将棋教室の生徒からの紹介で1994年1月に結婚（仲人はミステリー作家の黒川博行が務めた）。ただなぜか弟子筋の誰にも結婚の話を教えなかったため、村山は結婚の事実をスポーツニッポン紙上の記事で知った[20]。また披露宴では、事前に招待客に対し祝辞等の依頼を全くしていなかったため、司会の神吉宏充は当日現地で祝辞の依頼に追われたという[21]。
- 阪神・淡路大震災で、弟子の船越隆文（当時奨励会2級）を喪う。福岡県から弟子入りし半年あまり経ったところで、誘惑の多い街中から、集中できる森の自宅そばのアパートに転居を薦めたが、皮肉にもそのアパートが倒壊し巻き添えとなった。森は、対局のため東京におり、対局後連盟職員を介して訃報を知った。森は自身を責め、弟子を取ることをやめようと決めたが（実際に当時内弟子だった山崎隆之を実家に帰らせている）、船越の母の「息子のためにも弟子を育ててください」との説得により、再度弟子を取るようになる。その後、1月17日を「一門の日」として、森と弟子たちが集まり、森が船越の遺影を持って、船越が亡くなったアパートの跡地に行き、冥福を祈ることを続けていた[22]。翌日に順位戦の対局を控えていても、弟子たちはこの「一門の日」の集いに参加した[22]。阪神・淡路大震災の記憶が薄れていくことを憂う森は「僕としては、その日を一門の日として、僕がいなくなっても続けていって欲しいんです」と語っていたが[22]、長く空地であったアパート跡地に住宅が建つこととなり[23]、24年続いた「一門の日」の集いは2019年1月17日が最後になった[24]。2020年に、宝塚市のゆずりは緑地の被災者の慰霊碑に銘板が設けられ、船越の名も刻まれており、除幕式には船越の母が遺族代表で挨拶をした[25]。また除幕式以降も森は追悼に訪れている[26]。
- 2007年、約15年ぶりに昇段。この時、本人は現役を引退してから七段にと考えていたため、通知が来るまで昇段の事実を知らなかった。また、周囲からも「先生ご昇段おめでとうございます。でも（教室の）看板を変えないといけまへんなあ」「六を七に変えるだけなのに意外に大変やねえ」「七より六の方がええなあ」などと、昇段を祝うより現実問題を心配されたという。
- 短い手数での複雑な詰将棋創作を得意として、2001年、第13回将棋ペンクラブ大賞を『あっと驚く三手詰』（講談社）で受賞した。
- 次の一手制作も得意であり、『将棋世界』誌に難解な「次の一手」問題集も長期連載しており、『スーパートリック109』『次の一手逆転のスーパートリック』として刊行した。また、将棋世界付録の「トリック39」は人気を博し作品集も刊行されたことがある。
- 「王手のかかった局面で詰めをいかに逃れるか」を主題とした『逃れ将棋』を刊行し、第26回将棋ペンクラブ大賞技術部門大賞を受賞した[27]。
- 趣味は写真撮影と競馬で、「将棋世界」誌に写真紀行を連載していたほど。ブログ記事に訪れた競馬場の写真を添えることもある。他に、競輪や麻雀なども趣味としている。
- 動物が好きで朝日新聞夕刊の「かぞくの肖像」にヨウムの金太郎と共に掲載された[28]。
- 自身のブログには、「金太郎」と森はじめ弟子たちとの交流写真に加え、自作詰将棋も多数記載しており、ここでは中手数の作品が数多く見られる。
- 口癖は「冴えんなあ」。「聖の青春」内にも頻繁に記載がある。
- 広島県広島市出身の弟子が村山聖含めて多い。
- 村山聖が将来にランクが下がってきたら師弟で対局できるとして楽しみにしていたが、村山の死去で叶わなくなってしまった。聖の青春で語られている。

## 弟子
上記の村山聖（1998年に死去）をはじめとして棋士・女流棋士になった弟子が多い。
棋士になった弟子は13名であり（物故者の村山聖を含む）、近代将棋界の黎明期を除けば、佐瀬勇次一門を抜き最多記録である。この他、森の孫弟子に相当する棋士に柵木幹太（増田裕司門下）がいる。
2017年5月16日に森が現役を引退するまでに、森の段位（七段）を追い抜いた弟子は、村山聖（追贈九段）・山崎隆之（九段）・糸谷哲郎（八段・竜王1期）の3名を数える。また、森の引退後だが千田翔太（八段）も森の段位を追い抜いた。
女流棋士になった弟子は5名。この他、森の孫弟子に相当する女流棋士にカロリーナ・フォルタン（片上大輔門下）、磯谷祐維（山崎隆之門下）、森本理子（澤田真吾門下）がいる。
同じく棋士・女流棋士になった弟子が多い所司和晴と並べて、西の森一門、東の所司一門として有名である。
毎年5月に、前年度の弟子の活躍を祝う「森一門祝賀会」を開催しており、森一門の棋士・女流棋士だけでイベントを開くこともある（事例）。

### 棋士となった弟子
| 名前         | 四段昇段日     | 段位、主な活躍                                                                                        |
| ------------ | -------------- | --- |
| 村山聖       | 1986年11月05日 | 八段（追贈九段、故人）、タイトル挑戦1回、A級在籍3期、棋戦優勝2回 （1998年8月、A級在籍中に29歳で死去） |
| 増田裕司     | 1997年10月01日 | 七段                                                                                                  |
| 山崎隆之     | 1998年04月01日 | 九段、タイトル挑戦2回、A級在籍1期、棋戦優勝8回                                                        |
| 安用寺孝功   | 1999年10月01日 | 七段                                                                                                  |
| 片上大輔     | 2004年04月01日 | 七段                                                                                                  |
| 糸谷哲郎     | 2006年04月01日 | 八段、竜王1期、A級在籍6期、棋戦優勝1回                                                                |
| 澤田真吾     | 2009年04月01日 | 七段                                                                                                  |
| 大石直嗣     | 2009年04月01日 | 七段                                                                                                  |
| 千田翔太     | 2013年04月01日 | 八段、タイトル挑戦1回、A級在籍1期、棋戦優勝1回                                                        |
| 竹内雄悟     | 2013年04月01日 | 五段                                                                                                  |
| 西田拓也     | 2017年04月01日 | 五段、棋戦優勝1回                                                                                     |
| 石川優太     | 2019年10月01日 | 五段                                                                                                  |
| 高田明浩     | 2021年04月01日 | 五段                                                                                                  |
| 獺ヶ口笑保人 | 2024年10月01日 | 四段                                                                                                  |

（2025年2月6日現在）

### 女流棋士となった弟子
| 名前       | 女流2級昇級日  | 段位、主な活躍                       |
| ---------- | -------------- | ------------------------------------ |
| 室谷由紀   | 2010年07月17日 | 女流三段、タイトル挑戦5回            |
| 山口絵美菜 | 2016年04月21日 | （2022年引退・退会、現役時 女流1級） |
| 石本さくら | 2016年09月01日 | 女流二段、A級在籍2期、棋戦優勝1回    |
| 大島綾華   | 2021年05月01日 | 女流二段、タイトル挑戦1回            |
| 佐々木海法 | 2021年12月01日 | 女流初段                             |

（2024年4月1日現在）

## 昇段履歴
昇段規定は、将棋の段級 を参照。
- 1971年00月00日：4級で奨励会入会
- 1974年00月00日：初段
- 1976年04月05日：四段 = プロ入り
- 1984年04月01日：五段（勝数規定／公式戦100勝、通算100勝）
- 1992年10月15日：六段（勝数規定／五段昇段後公式戦120勝、通算220勝）
- 2007年04月01日：七段（フリークラス規定）
- 2017年05月16日：引退（フリークラス規定）

## 主な成績
- 通算成績 993対局・403勝 590敗・勝率0.406[33]

### 棋戦優勝
- 新人王戦（第11回）

### 将棋大賞
- 第44回（2016年度）　東京将棋記者会賞[34]

### 在籍クラス
| 開始 年度 | (出典)順位戦出典 | (出典)順位戦出典   | (出典)順位戦出典   | (出典)順位戦出典   | (出典)順位戦出典   | (出典)順位戦出典   | (出典)順位戦出典   | (出典)順位戦出典   | (出典)竜王戦出典 | (出典)竜王戦出典   | (出典)竜王戦出典   | (出典)竜王戦出典   | (出典)竜王戦出典   | (出典)竜王戦出典   | (出典)竜王戦出典   | (出典)竜王戦出典   | (出典)竜王戦出典   | (出典)竜王戦出典   |
| 開始 年度 | 期               | 名人               | A級                | B級                | B級                | C級                | C級                | 0                  | 期               | 竜王               | 1組                | 2組                | 3組                | 4組                | 5組                | 6組                | 決勝 T             |                    |
| 開始 年度 | 期               | 名人               | A級                | 1組                | 2組                | 1組                | 2組                | 0                  | 期               | 竜王               | 1組                | 2組                | 3組                | 4組                | 5組                | 6組                | 決勝 T             |                    |
| --- | ---------------- | ------------------ | ------------------ | ------------------ | ------------------ | ------------------ | ------------------ | ------------------ | ---------------- | ------------------ | ------------------ | ------------------ | ------------------ | ------------------ | ------------------ | ------------------ | ------------------ | ------------------ |
| 1977 | 36               |                    |                    |                    |                    |                    | C227               |                    |                  |                    |                    |                    |                    |                    |                    |                    |                    |                    |
| 1978 | 37               |                    |                    |                    |                    |                    | C210               |                    |                  |                    |                    |                    |                    |                    |                    |                    |                    |                    |
| 1979 | 38               |                    |                    |                    |                    |                    | C208               |                    |                  |                    |                    |                    |                    |                    |                    |                    |                    |                    |
| 1980 | 39               |                    |                    |                    |                    |                    | C227               |                    |                  |                    |                    |                    |                    |                    |                    |                    |                    |                    |
| 1981 | 40               |                    |                    |                    |                    |                    | C212               |                    |                  |                    |                    |                    |                    |                    |                    |                    |                    |                    |
| 1982 | 41               |                    |                    |                    |                    |                    | C214               |                    |                  |                    |                    |                    |                    |                    |                    |                    |                    |                    |
| 1983 | 42               |                    |                    |                    |                    |                    | C230               |                    |                  |                    |                    |                    |                    |                    |                    |                    |                    |                    |
| 1984 | 43               |                    |                    |                    |                    |                    | C212               |                    |                  |                    |                    |                    |                    |                    |                    |                    |                    |                    |
| 1985 | 44               |                    |                    |                    |                    |                    | C223               |                    |                  |                    |                    |                    |                    |                    |                    |                    |                    |                    |
| 1986 | 45               |                    |                    |                    |                    |                    | C223               |                    |                  |                    |                    |                    |                    |                    |                    |                    |                    |                    |
| 1987 | 46               |                    |                    |                    |                    |                    | C245               |                    | 1                |                    |                    |                    |                    |                    |                    | 6組                | --                 | -2                 |
| 1988 | 47               |                    |                    |                    |                    |                    | C219               |                    | 2                |                    |                    |                    |                    |                    |                    | 6組                | --                 | -2                 |
| 1989 | 48               |                    |                    |                    |                    |                    | C219               |                    | 3                |                    |                    |                    |                    |                    |                    | 6組                | --                 | -2                 |
| 1990 | 49               |                    |                    |                    |                    |                    | C215               |                    | 4                |                    |                    |                    |                    |                    |                    | 6組                | --                 | -2                 |
| 1991 | 50               |                    |                    |                    |                    |                    | C227               |                    | 5                |                    |                    |                    |                    |                    |                    | 6組                | --                 | -2                 |
| 1992 | 51               |                    |                    |                    |                    |                    | C216               |                    | 6                |                    |                    |                    |                    |                    |                    | 6組                | --                 | -2                 |
| 1993 | 52               |                    |                    |                    |                    |                    | C221               |                    | 7                |                    |                    |                    |                    |                    |                    | 6組                | --                 | -2                 |
| 1994 | 53               |                    |                    |                    |                    |                    | C221               |                    | 8                |                    |                    |                    |                    |                    |                    | 6組                | --                 | -2                 |
| 1995 | 54               |                    |                    |                    |                    |                    | C229x              | 2-8                | 9                |                    |                    |                    |                    |                    |                    | 6組                | --                 | -2                 |
| 1996 | 55               |                    |                    |                    |                    |                    | C245*              |                    | 10               |                    |                    |                    |                    |                    |                    | 6組                | --                 | -2                 |
| 1997 | 56               |                    |                    |                    |                    |                    | C241*              |                    | 11               |                    |                    |                    |                    |                    |                    | 6組                | --                 | -2                 |
| 1998 | 57               |                    |                    |                    |                    |                    | C217*              |                    | 12               |                    |                    |                    |                    |                    |                    | 6組                | --                 | -2                 |
| 1999 | 58               |                    |                    |                    |                    |                    | C230*              |                    | 13               |                    |                    |                    |                    |                    |                    | 6組                | --                 | -2                 |
| 2000 | 59               |                    |                    |                    |                    |                    | C218*x             | 1-9                | 14               |                    |                    |                    |                    |                    |                    | 6組                | --                 | -2                 |
| 2001 | 60               |                    |                    |                    |                    |                    |                    | F宣                | 15               |                    |                    |                    |                    |                    |                    | 6組                | --                 | -2                 |
| 2002 | 61               |                    |                    |                    |                    |                    |                    | F宣                | 16               |                    |                    |                    |                    |                    |                    | 6組                | --                 | -2                 |
| 2003 | 62               |                    |                    |                    |                    |                    |                    | F宣                | 17               |                    |                    |                    |                    |                    | 5組                |                    | --                 | -2                 |
| 2004 | 63               |                    |                    |                    |                    |                    |                    | F宣                | 18               |                    |                    |                    |                    |                    | 5組                |                    | --                 | -2                 |
| 2005 | 64               |                    |                    |                    |                    |                    |                    | F宣                | 19               |                    |                    |                    |                    |                    | 5組                |                    | --                 | -2                 |
| 2006 | 65               |                    |                    |                    |                    |                    |                    | F宣                | 20               |                    |                    |                    |                    |                    | 5組                |                    | --                 | -2                 |
| 2007 | 66               |                    |                    |                    |                    |                    |                    | F宣                | 21               |                    |                    |                    |                    |                    | 5組                |                    | --                 | -2                 |
| 2008 | 67               |                    |                    |                    |                    |                    |                    | F宣                | 22               |                    |                    |                    |                    |                    |                    | 6組                | --                 | -2                 |
| 2009 | 68               |                    |                    |                    |                    |                    |                    | F宣                | 23               |                    |                    |                    |                    |                    |                    | 6組                | --                 | -2                 |
| 2010 | 69               |                    |                    |                    |                    |                    |                    | F宣                | 24               |                    |                    |                    |                    |                    |                    | 6組                | --                 | -2                 |
| 2011 | 70               |                    |                    |                    |                    |                    |                    | F宣                | 25               |                    |                    |                    |                    |                    |                    | 6組                | --                 | -2                 |
| 2012 | 71               |                    |                    |                    |                    |                    |                    | F宣                | 26               |                    |                    |                    |                    |                    |                    | 6組                | --                 | -2                 |
| 2013 | 72               |                    |                    |                    |                    |                    |                    | F宣                | 27               |                    |                    |                    |                    |                    |                    | 6組                | --                 | -2                 |
| 2014 | 73               |                    |                    |                    |                    |                    |                    | F宣                | 28               |                    |                    |                    |                    |                    |                    | 6組                | --                 | -2                 |
| 2015 | 74               |                    |                    |                    |                    |                    |                    | F宣                | 29               |                    |                    |                    |                    |                    |                    | 6組                | --                 | -2                 |
| 2016 | 75               |                    |                    |                    |                    |                    |                    | F宣                | 30               |                    |                    |                    |                    |                    |                    | 6組                | --                 | -2                 |
| 2017 |                  | 2017年5月16日 引退 | 2017年5月16日 引退 | 2017年5月16日 引退 | 2017年5月16日 引退 | 2017年5月16日 引退 | 2017年5月16日 引退 | 2017年5月16日 引退 |                  | 2017年5月16日 引退 | 2017年5月16日 引退 | 2017年5月16日 引退 | 2017年5月16日 引退 | 2017年5月16日 引退 | 2017年5月16日 引退 | 2017年5月16日 引退 | 2017年5月16日 引退 | 2017年5月16日 引退 |
| 順位戦、竜王戦の 枠表記 は挑戦者。右欄の数字は勝-敗(番勝負/PO含まず)。 順位戦の右数字はクラス内順位 ( x当期降級点 / *累積降級点 / +降級点消去 ) 順位戦の「F編」はフリークラス編入 /「F宣」は宣言によるフリークラス転出。 竜王戦の 太字 はランキング戦優勝、竜王戦の 組(添字) は棋士以外の枠での出場。 |                  |                    |                    |                    |                    |                    |                    |                    |                  |                    |                    |                    |                    |                    |                    |                    |                    |                    |

### 表彰
- 1998年02月20日：公式戦通算300勝達成 [37]
- 2001年11月00日：現役勤続25年[38]

## 主な著書
- 水平線（1985年8月、将棋天国社）
- スーパートリック109. 日本将棋連盟. (1988-8). ISBN 9784819703048
  - 出版当時流行していた育毛剤「スーパートニック101」にかけている。
- 次の一手逆転のスーパートリック. 実業之日本社. (2013-6). ISBN 9784408333014
- あっと驚く三手詰. 講談社. (2000-10). ISBN 9784062103510
- 逃れ将棋. 実業之日本社. (2014-1). ISBN 9784408333069
  - 2014年の第26回将棋ペンクラブ大賞技術部門大賞を受賞している。
- 逃れ将棋2. 実業之日本社. (2014-6). ISBN 9784408333083

### 監修
- 聖 -天才・羽生が恐れた男-（山本おさむ著、全9巻、小学館ビッグコミックス）

## 関連書籍
- 大崎善生 (2000-2). 聖の青春. 講談社. ISBN 9784062100083 前述した村山聖の師匠として森が登場する。
- 船越明美 (1996-5). 棋士になりたい―震災が奪った十七歳の夢. 葦書房. ISBN 9784751206393 前述した船越隆文（奨励会員）の師匠として森が登場する。
- 神田憲行 (2020-5). 一門―冴えん師匠"がなぜ強い棋士を育てられたのか?. 朝日新聞出版. ISBN 9784022516824